# Ghetto Story (cântec)
Ghetto Story este primul disc single extras de pe albumul de debut al cântărețului de origine americană, Cham. Piesa a fost remixată împreună cu interpreta de muzică R&B Alicia Keys, ulterior având o evoluție mediocră în clasamentele de specialitate din America de Nord și Europa.